# Täuschkörper

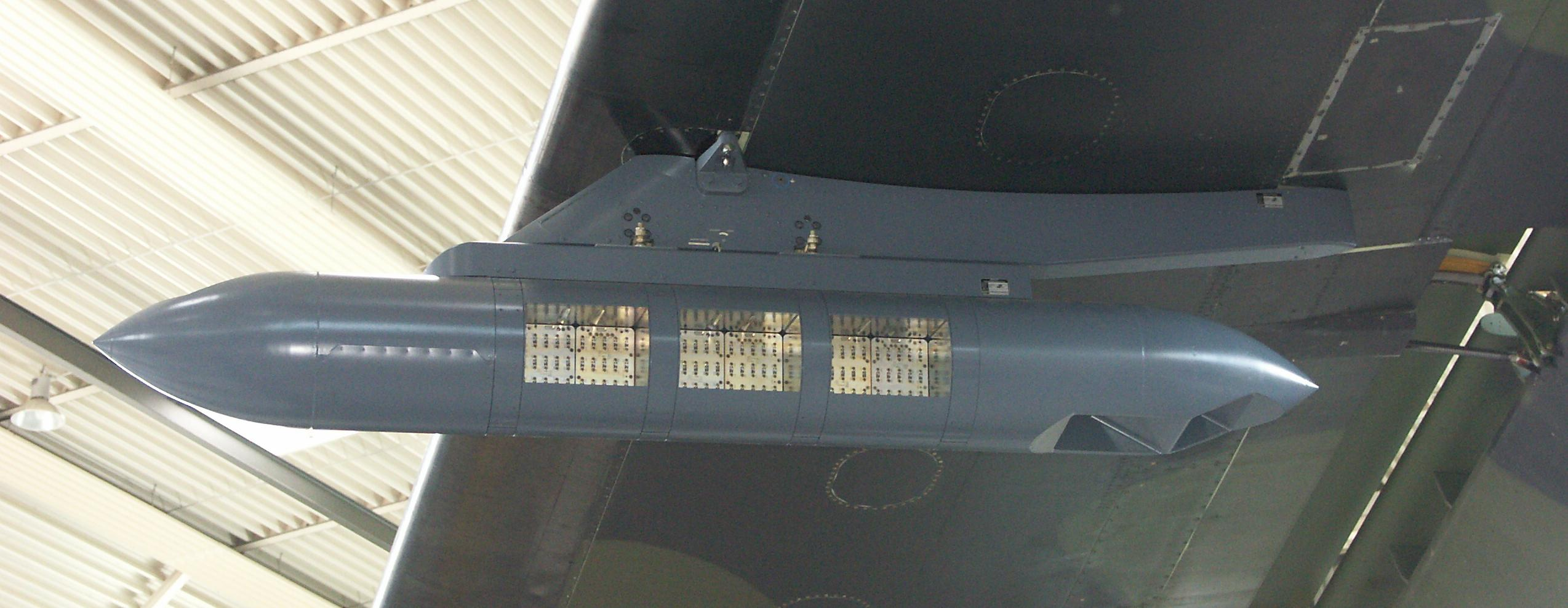
Täuschkörper-Behälter der Transall C-160

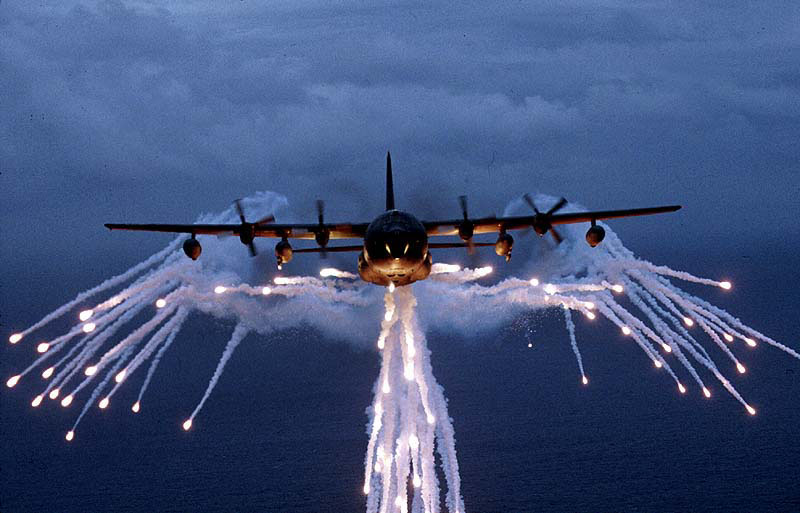
Eine Lockheed MC-130 stößt Flares aus

Täuschkörper – allgemeiner auch Gegenmaßnahmen genannt – sind ausstoßbare Verlustkörper, die fast ausschließlich von militärischen Plattformen wie Land-, Luft- und Seefahrzeugen eingesetzt werden, meist um anfliegende Lenkwaffen auf den Täuschkörper selbst zu ziehen oder vom eigentlichen Ziel abzulenken und dadurch das ursprüngliche Ziel zu schützen. 

## Einsatztaktik

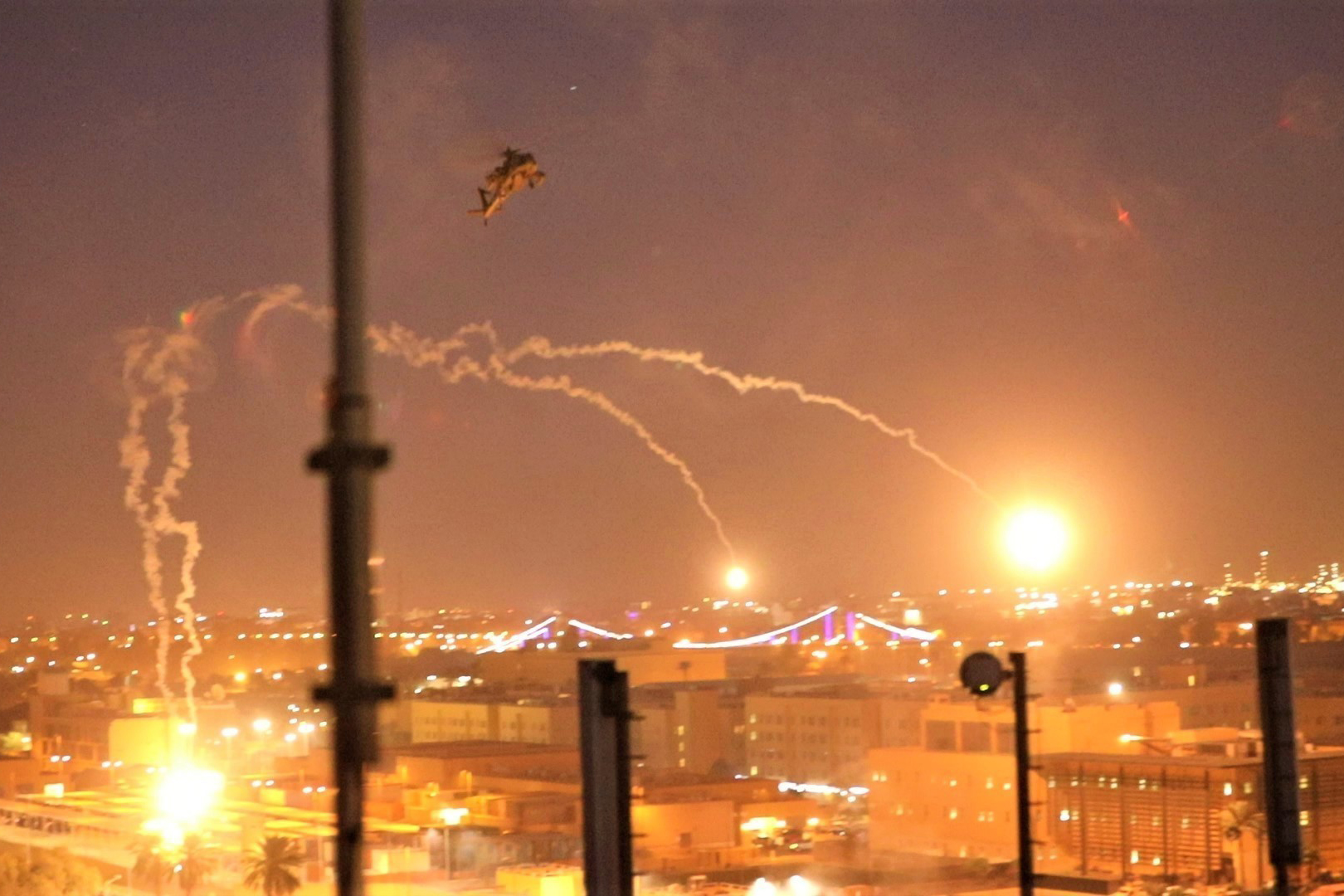
AH-64 stößt Flares zur Machtdemonstration aus

Täuschkörper können vorbeugend (präventiv, engl. preemptive) oder reaktiv eingesetzt werden.
Im Falle des präventiven Einsatzes besteht die Hauptaufgabe eines Täuschkörpers darin, den für die Zielerfassung und Zielverfolgung erforderlichen Kontrast der Szene auf ein für den jeweiligen Waffensystemsensor nicht mehr verwertbares Maß herabzusenken.
Beim reaktiven Einsatz soll der Täuschkörper die elektromagnetische Signatur des bereits ausgewählten, beleuchteten (engl. marked) Zielobjekts imitieren, um den Waffensystemsensor vom Ziel auf den Täuschkörper zu lenken (engl.: break lock). Der Täuschkörper soll in diesem Fall das „attraktivere“ Ziel darstellen.

## Luftfahrt
Den ersten Einsatz von Täuschkörpern gab es im Zweiten Weltkrieg. Spätestens seit den 1970er-Jahren werden primär Kampfflugzeuge und -hubschrauber mit einem oder mehreren Täuschkörperwerfern ausgerüstet. 
Als einzige zivile Fluggesellschaft stattet El Al ihre Flugzeuge mit Täuschkörpern aus.
Die Werfer sind bei Kampfflugzeugen zumeist aerodynamisch im Rumpf eingelassen, bei Hubschraubern oft infolge einer Nachrüstung außen am Rumpf montiert. Einige Nachrüstungen umfassen auch aerodynamische Behälter, die mit Sensoren und Täuschkörperwerfern ausgerüstet sind. Täuschkörper sind meist rechteckig, deswegen sind die Werfer innen wabenförmig aufgebaut. Grundsätzlich ist bei Luftfahrzeugen zwischen Infrarot- und Radartäuschkörpern zu unterscheiden.

### IR-Täuschkörper
Infrarot-Täuschkörper (engl. decoy flare) dienen der Abwehr IR-gesteuerter Fliegerabwehr-Flugkörper beziehungsweise Luft-Luft-Flugkörpern und werden je nach vermuteter Bedrohung in voreingestellten Sequenzen automatisch ausgestoßen. Die Täuschkörper sind prinzipiell starke Fackeln, deren IR-Strahlung den Spektralbereich der vom Flugzeug ausgestoßenen heißen Triebwerksabgase simulieren oder überdecken soll. Als Infrarot werden hier Wellenlängen von 1 – 5 µm und 8 – 14 µm verstanden.

### Radar-Täuschkörper
Zur Abwehr von radargelenkten Flugkörpern verwenden Luftfahrzeuge sogenannte Düppel-Täuschkörper. Düppel (engl. chaff) sind beispielsweise Aluminium- oder silberbeschichtete Glasfasern oder Nylonfäden mit Längen, die einem ganzzahligen Vielfachen der halben Wellenlänge der zu erwartenden Radar-Sendefrequenzen entsprechen. Luftwaffenradarsysteme arbeiten im Frequenzbereich 3 – 30 GHz (entsprechend Wellenlängen von 100 – 10 mm). Eine Gegenmaßnahme dazu ist das MTI-System, eine sogenannte „Festzeichen-Unterdrückung“, die die quasi-statischen, langsam zu Boden taumelnden Düppel in der Zielauswertung ausblendet und das bewegte, eigentliche Ziel als einziges präzise weiterhin darstellt.

### Radar-Störkörper
Konventioneller Düppel wurde insbesondere bei amerikanischen Kampfflugzeugen zum Teil durch abwerfbare Radarstörsysteme ersetzt. Diese erzeugen mit Hilfe von kleinen Batterien und integrierten Schaltkreisen aktiv Störsignale. Diese sollen eine Zielerfassung und -verfolgung durch feindliche Radarsysteme möglichst wirksam verhindern. Andere Typen versuchen in Abstimmung auf feindliche Radaremissionen aktiv einen möglichst großen Radarquerschnitt zu erzeugen, um so anfliegende Lenkwaffen abzulenken. Abwerfbare Störgeräte besitzen gegenüber Düppel zwei wesentliche Vorteile: Sie können weder durch MTI- noch durch HOJ-Betriebsmodi zuverlässig erkannt werden und stören das feindliche Radarsystem aktiv statt passiv. Die Modelle der amerikanischen Streitkräfte können ohne weiteren Konfigurationsaufwand in bereits vorhandene Gegenmaßnahmenwerfer integriert werden. Durch die geringe Größe ist allerdings die Abstrahlleistung und Sendezeit der Störkörper sehr begrenzt, so dass sie große und komplexe Störsysteme nicht vollständig ersetzen können.
Die US-Luftstreitkräfte verfügen aktuell über zwei abwerfbare Radarstörsysteme: Primed Oscillator Expendable Transponder (POET) und GENeric eXpendable (GEN-X).

### Täuschkörperwerfer

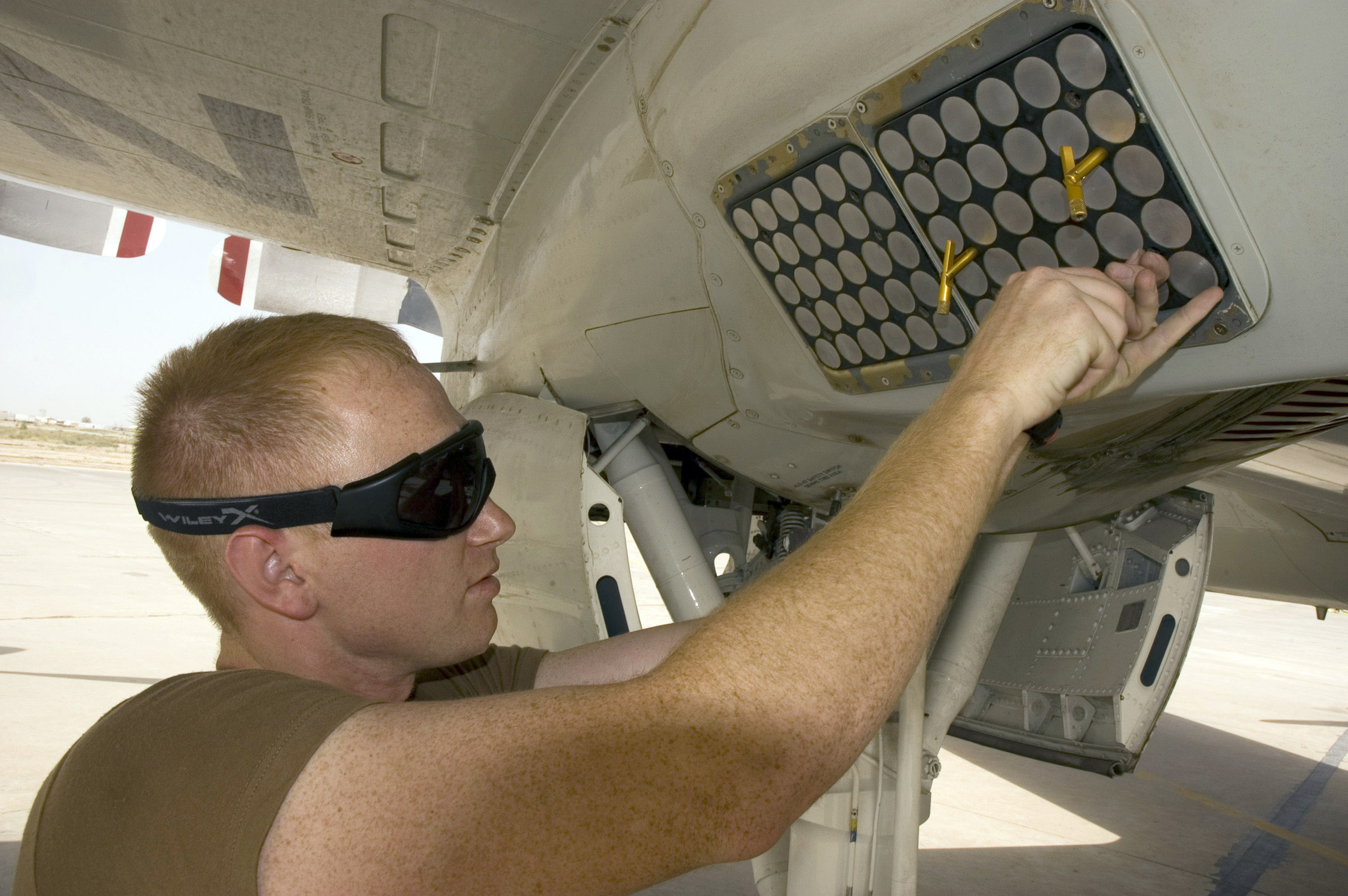
Täuschkörperwerfer AN/ALE-47 an einer Lockheed P-3C Orion

Die Werfereinheiten für Täuschkörper sind mit Nischen oder Löchern für die Täuschkörperpatronen sowie den Sequenzgebern, welche die Salven selbst auslösen, meist recht ähnlich aufgebaut. Während westliche Werfer allerdings vorwiegend rechteckige Täuschkörper gitterförmig zusammenfassen, verwenden östliche Werfer meist kreisförmige Täuschkörperanordnungen. Nachfolgend eine Auswahl bekannter Werfereinheiten:
Russland
- Artjom ASO-2W (32 × 26-mm-Täuschkörperpatronen)
- Artjom ASO-3 (96 × 26-mm-Täuschkörperpatronen)
- APP-50 (96 × 50-mm-Täuschkörperpatronen)
- BVP-30-26M (30 × 26-mm-Täuschkörperpatronen)
- BVP-50-30 (30 × 50-mm-Täuschkörperpatronen)

USA
- AN/ALE-29A
- AN/ALE-39
- AN/ALE-40
- AN/ALE-45
- AN/ALE-47
- AN/ALE-50
- AN/ALE-55

Europa
- Saab BOP-B/C
- Saab BOL
- Saab BOX-9
- Bofors BOZ-101/-102/-107
- MBDA Saphir-M

### Köderdrohnen
Ferner werden in der Luftfahrt auch Unbemannte Fluggeräte (Drohnen) als Täuschkörper verwendet. Als Radarköderdrohnen imitieren sie Flugzeuge und erzeugen so Scheinziele, um die gegnerische Luftverteidigung zu schwächen. Bis in die 1970er Jahre war die McDonnell ADM-20 ein effektiver Täuschkörper zum Schutz der Boeing B-52; diese beschrieb nach dem Absetzen Flugmanöver, die einer echten B-52 entsprachen. Darüber hinaus entsprach die elektromagnetische Abstrahlung und der Radarquerschnitt ebenfalls der einer B-52.
In der Entwicklung befindet sich die Radarköderdrohne Miniature Air Launched Decoy (MALD), die ein sogenanntes Signature Augmentation System (SAS) besitzt, welches in der Lage ist, den Radarquerschnitt der Drohne um ein Vielfaches zu steigern. Des Weiteren soll MALD in der Lage sein, das genaue Radarprofil eines beliebigen Kampfflugzeuges oder Bombers zu simulieren.

## Schifffahrt

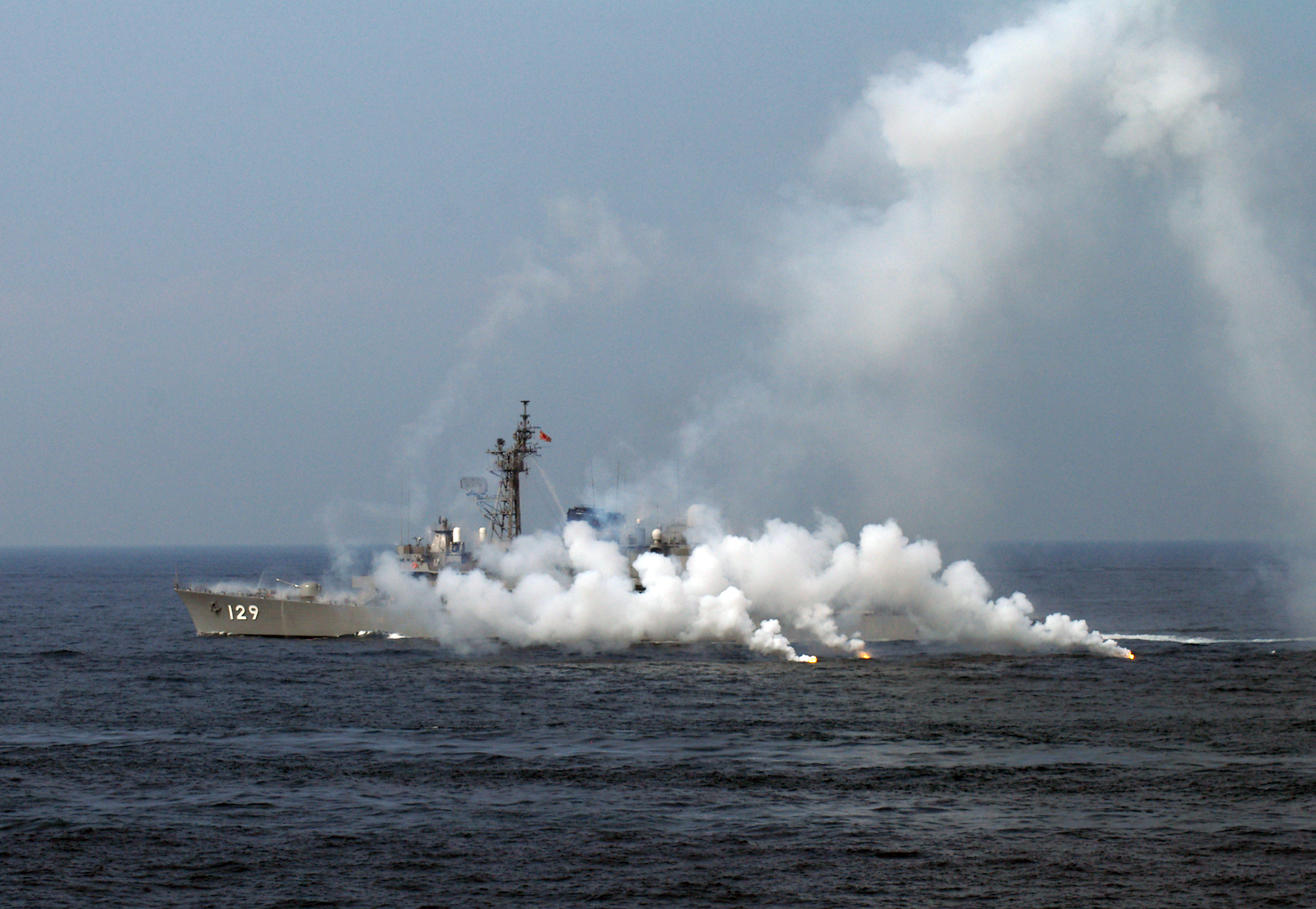
Der japanische Zerstörer Yamayuki (DD-129) nach dem Ausstoß von Flares

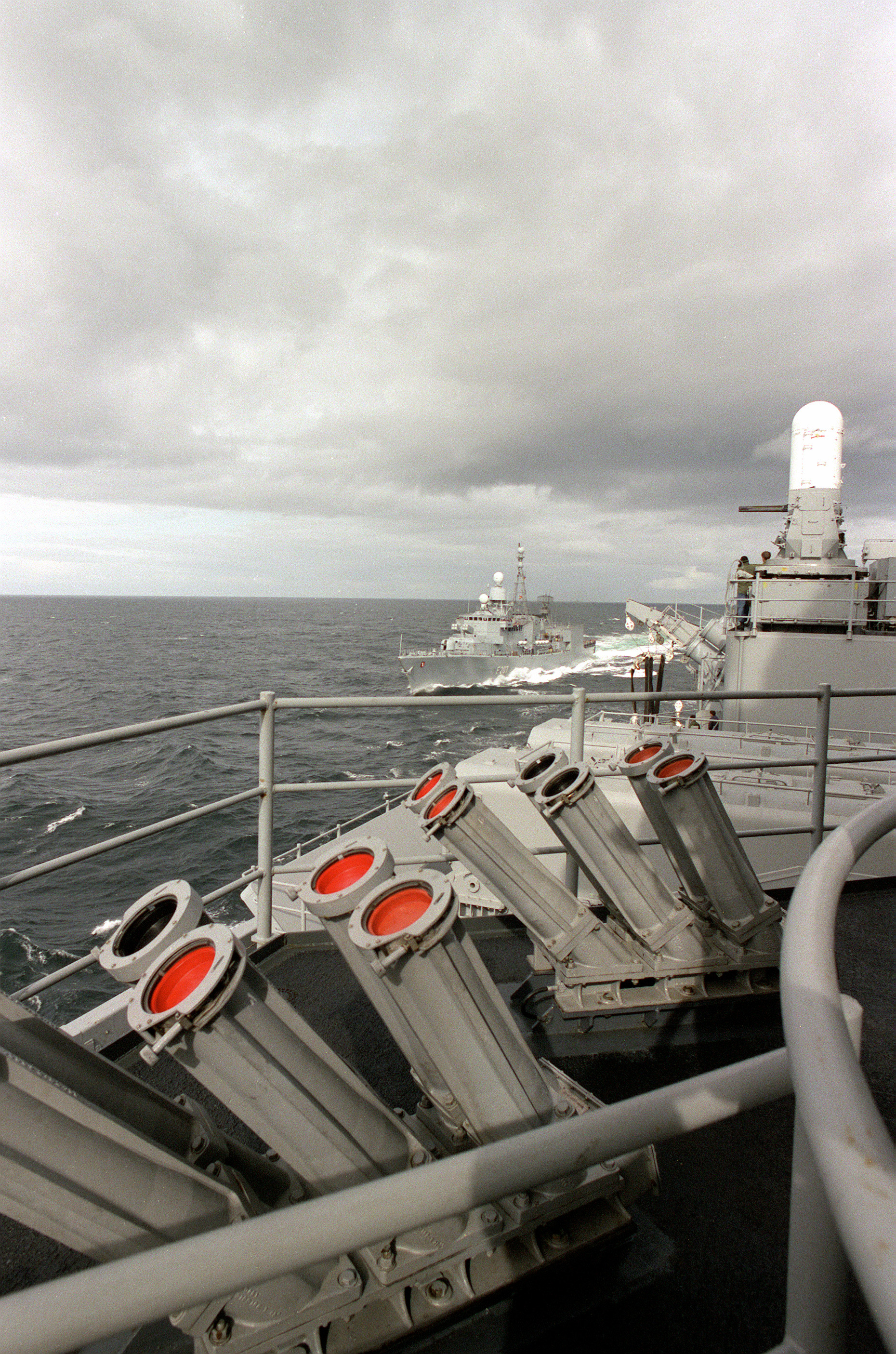
Zwei Mk-36-SRBOC-Werfer an Bord der Iowa

Gegen angreifende Flugzeuge oder Flugkörper werden von Schiffen vergleichbare Mittel eingesetzt wie von Flugzeugen, insbesondere auch Flares und Düppel zur Abwehr von Seezielflugkörpern.
Zur Abwehr von zielsuchenden feindlichen Torpedos dienen ihrerseits zieldarstellende Gegentorpedos oder Schlepptäuschkörper (z. B. AN/SLQ-25 Nixie), die ein oder mehrere Scheinziele simulieren, meist mit sehr starkem elektromagnetischen und/oder einem abgestimmten akustischen Frequenzspektrum (zur Schraubengeräuschdarstellung). Fast immer schalten angreifende Torpedos dann auf das stärkere Scheinziel auf (sogenanntes Lock On) und ermöglichen dem Angegriffenen ein zwischenzeitliches Absetzen aus der bedrohlichen Lage.
Es gibt auch rein akustische Täuschkörper für U-Boote, welche durch eine spezielle Täuschkörperausstoßanlage oder die Müllluke ausgestoßen werden und große Mengen von Gas freisetzen. So entsteht für gegnerische Sonargeräte eine „Gasblase“, in und hinter der sie nicht orten können (z. B. Bold). Solche Systeme wurden bereits im Zweiten Weltkrieg auf deutschen U-Booten der Klasse XXI eingesetzt.
Eingesetzte schiffsgestützte Täuschkörpersysteme sind u. a.:
NATO
- MASS (Multi Ammunition Softkill System)
- Mk 36 SRBOC
- Nulka
- AN/SLQ-25 Nixie

Russland
- PK-2
- PK-10
- PK-16

Ein zu Düppel (siehe oben) vergleichbares System zur Vortäuschung von Seefahrzeugen, insbesondere von U‑Booten, stellten die während der Atlantikschlacht von der deutschen Kriegsmarine hauptsächlich in der Biskaya eingesetzten Fesselballons, Deckname Aphrodite, sowie die Täusch-Bojen Thetis dar.

## Interkontinentalraketen
Auch bei den Gefechtsköpfen von modernen Interkontinentalraketen, häufig mit Mehrfachsprengköpfen, werden Täuschkörper eingesetzt, um Abwehrwaffen von den wirksamen Gefechtsköpfen abzulenken oder auch nur die Abwehr so zu sättigen, dass statistisch eine ausreichende Anzahl wirksamer Flugkörper durch einen Abwehrschild dringen kann.